# Michal Vejsada
Michal Vejsada (* 26. března 1960 Praha, Československo) je bývalý československý zápasník, reprezentant v zápase řecko-římském. V roce 1980 obsadil na olympijských hrách v Moskvě osmé místě v kategorii do 62 kg, když vypadnul ve třetím kole. Byl v nominaci na OH 1984 kam se z politických důvodu nejelo.Ve stejném roce vybojoval čtvrté místo na mistrovství Evropy. V roce 1981 obsadil na ME dvanácté místo. Dvakrát, v roce 1983 a 1985, se stal mistrem Československa. V roce 1979 vybojoval druhé místo na mistrovství světa juniorů. Na mistrovství Evropy juniorů vybojoval čtvrté místo v roce 1978, páté v roce 1980 a šesté v roce 1976. V roce 2005 se stal 100% vlastníkem FC Bohemians Praha. Po 8 letech konkurzního řízení došlo k ukončení konkurzu ze 100% uspokojením věřitelů, poté předal akcie FC Bohemians Praha Fotbalové asociaci zastoupenou p. Peltou.